# كليد داغي
كليد داغي هي قرية في مقاطعة جلفا، إيران. في تعداد عام 2006 ، لوحظ وجودها، ولكن لم يتم الإبلاغ عن سكانها.